# 多米尼克·克拉克
多米尼克·克拉克（英語：Dominic Clarke，1997年1月4日—），澳大利亚男子蹦床运动员，2017年世界蹦床锦标赛男子双人迷你蹦床铜牌得主、2019年世界蹦床锦标赛男子双人网上铜牌得主。